# Нижній Баган
Нижній Баган (рос. Нижний Баган) — присілок у Баганському районі Новосибірської області Російської Федерації.
Входить до складу муніципального утворення Лозовська сільрада. Населення становить 99 осіб (2010).

## Історія
Згідно із законом від 2 червня 2004 року органом місцевого самоврядування є Лозовська сільрада.

## Населення
| 2002 | 2007 | 2010 |
| ---- | ---- | ---- |
| 105  | ↘99  | ↘83  |